# Graptemys caglei
Graptemys caglei är en sköldpaddsart som beskrevs av David Haynes och Ronald R. McKown 1942. Arten ingår i släktet sågryggar och familjen kärrsköldpaddor. IUCN kategoriserar Graptemys caglei globalt som starkt hotad. Inga underarter finns listade i Catalogue of Life.

## Utbredning
Arten lever i floderna Guadalupe och närliggande San Antonio i delstaten Texas i sydöstra USA. De flesta av artens individer lever i Guadalupeflodens nedersta 120 kilometer.

## Levnadssätt
Graptemys caglei föredrar att leva i floder med bottnar av kalkstensberggrund, varvat med stillastående partier med bottnar av finkornig sand och där det finns partier med räfflor av grus där djupet är mindre och strömmarna snabbare. Sköldpaddorna tycker om att sola på stockar, klippor och "cypressknän".
Arten är i huvudsak köttätande, ungdjuren och hannarna äter mestadels insekter, medan honornas diet består i huvudsak av  mollusker.
Honorna lägger mellan ett och sex ägg åt gången mellan en och tre gånger per år.